# Ghedi
Ghedi est une commune italienne de la province de Brescia en Lombardie. 
L'aéroport militaire "Luigi Olivari", géré par l'Aeronautica militare italienne (AMI), abrite plus de 40 armes atomiques de type  B61.

## Administration
| Période                                  | Période   | Identité             | Étiquette                                                 | Qualité |
| ---------------------------------------- | --------- | -------------------- | --------------------------------------------------------- | ------- |
| 2004                                     | 2009      | Anna Giulia Guarneri | La Marguerite                                             | Maire   |
| 2009                                     | 2019      | Renzo Borzi          | Lega Nord (jusqu'en 2014) - Frères d'Italie (depuis 2014) | Maire   |
| 2019                                     | au bureau | Federico Casali      | Lega Nord                                                 | Maire   |
| Les données manquantes sont à compléter. |           |                      |                                                           |         |

### Hameaux
Belvedere, Ponterosso

### Communes limitrophes
Bagnolo Mella, Borgosatollo, Calvisano, Castenedolo, Gottolengo, Isorella, Leno, Montichiari, Montirone